# William Backhouse Astor
William Backhouse Astor, Sr. (Nova Iorque, 19 de setembro de 1792 – Nova Iorque, 24 de novembro de 1875) foi um empresário americano do setor imobiliário e proeminente membro da família Astor.

## Biografia

### Origens e escolaridade
William nasceu em Nova Iorque, filho do comerciante de peles John Jacob Astor (1763-1848) e de Sarah Cox Todd (1761-1834). Seus sete irmãos foram: Magdalen (1788-1832), Sarah (1790-1790), John Jr. (1791-1869), Dorothea (1795-1874), Henry (1797-1799), Eliza (1801-1838), e um irmão sem nome, que morreu pouco depois de seu nascimento em 13 de novembro de 1802. Estudou em escolas públicas locais. Suas horas de lazer e férias foram empregadas em ajudar seu pai na loja. Quando tinha dezesseis anos, foi enviado para a Universidade de Göttingen, na Alemanha, onde se filiou à Corporação Curonia dos estudantes germano-bálticos; mais tarde transferiu-se para a Universidade de Heidelberg. Escolheu para ser seu tutor um estudante, depois conhecido como o Chevalier Christian Charles Josias von Bunsen, com quem também viajou.

### Sociedade com o pai
Em 1815, William retornou para os Estados Unidos e ficou sócio de seu pai, que mudou o nome de sua empresa para John Jacob Astor & Filho e se ocupou do comércio entre o Império Qing e os Estados Unidos. O irmão mais velho de William, John Jacob Astor Jr., era mentalmente instável e incapaz para trabalhar na empresa. Trabalhou lá até a morte de seu pai. Uma fonte afirma que seu papel na empresa nunca foi além de "um gerente laborioso, diligente e fiel", apesar de seu título oficial de diretor da empresa American Fur Company.
Embora a fortuna de William tenha aumentado na companhia de seu pai, ele se tornou um homem verdadeiramente rico quando herdou a propriedade, no valor de aproximadamente 500 mil dólares, de seu tio Henry Astor I (1754-1833). Quando John Jacob Astor, Sr. morreu em 1848, William se tornou o homem mais rico da América.

### Setor imobiliário
Seguindo o exemplo de seu pai, William investiu em imóveis, principalmente aqueles situados abaixo do Central Park, entre a 4ª e 7ª avenidas, que rapidamente valorizaram. Por cerca de treze anos anteriores a 1873, William se ocupou em construir casas em boa parte de seus terrenos até então desocupados. Em 1867 ele possuía cerca de 720 casas, e também tinha forte interesse em ferrovias, carvão mineral, e em companhias de seguros. Sua gestão nas participações da família no setor imobiliário resultou na multiplicação do seu valor inicial, e ele deixou uma propriedade no valor de quase 50 milhões de dólares. Sua casa em Barrytown, Nova York, conhecida como  Rokeby, foi adicionada ao Registro Nacional de Lugares Históricos, em 1975.
Durante a Guerra de Secessão William ganhou um processo contra o imposto de renda exigido pelo governo dos Estados Unidos, considerado inconstitucional.

### Filantropia
William acrescentou ao legado deixado pelo seu pai à Biblioteca Astor a importância de 250 mil dólares, dos quais ele pagou durante sua vida 201 mil dólares, em terrenos, livros e dinheiro. O edifício foi concluído sob sua direção em maio de 1853. Em 1855, doou aos administradores o terreno adjacente à biblioteca, e ergueu nele uma estrutura semelhante, que foi concluída em 1859. Em seguida, doou 50 mil dólares para a compra de livros. William dedicou por muitos anos, com paciência, muita atenção à administração da biblioteca.
Doou 50 mil dólares para o Hospital São Lucas, e em seu testamento deixou 200 mil dólares para a Biblioteca Astor, além de 49 mil dólares, o saldo remanescente de sua doação anterior. As doações e legados de William Backhouse Astor, Sr. à Biblioteca Astor somaram ao todo cerca de 550 mil dólares. Em 1879, seu filho mais velho, John Jacob Astor III, doou três lotes adjacentes ao edifício da biblioteca, e ergueu neles uma terceira estrutura semelhante a das outras, e acrescentou mais um andar ao edifício central. Seu gasto, apenas com os terrenos, foi cerca de 250 mil dólares, perfazendo a doação integral da família Astor mais de 1 milhão de dólares.

### Família
Em 20 de maio de 1818, William casou-se com Margaret Rebecca William Armstrong (1800-1872), filha do senador John Armstrong, Jr. e de Alida Livingston. John Armstrong, Jr. foi o segundo secretário de Guerra do presidente James Madison, Jr. Alida era membro da família Livingston.